# Ghislaine Dupont
Ghislaine Dupont (wym. /ʒislɛn dypõ/; ur. 13 stycznia 1956 r., zm. 2 listopada 2013 w Mali) – francuska dziennikarka specjalizująca się w Afryce.

## Życiorys
Ghislaine Dupont mieszkała w dzieciństwie w Afryce. Ukończyła École supérieure de journalisme de Paris. Rozpoczęła swoją karierę w prasie – w Ouest-France i w Témoignage Chrétien – ale przekwalifikowała się następnie na dziennikarkę radiową, pracując dla niezależnych stacji, takich jak Radio Gilda la Radiopolitaine w Paryżu. Nawiązała następnie współpracę z lokalną stacją Radio France Belfort i z RFI w 1986, po czym wyjechała do Tangeru (Maroko) jako dziennikarka Radio Méditerranée Internationale.
W 1990 wróciła do RFI, gdzie zajmowała się Afryką: W Angoli śledziła działania rebeliantów z UNITA, była świadkiem zbrodni Revolutionary United Front w Sierra Leone, informowała o wydarzeniach w Dżibuti, Rwandzie, Sudanie, Algierii i podczas konfliktu w Erytrei oraz w Wybrzeżu Kości Słoniowej, gdzie odkryła grób zbiorowy.
Całą dekadę (1997-2007) swojej kariery poświęciła Demokratycznej Republice Konga.
W 2003 Ghislaine Dupont była jedną z założycielek Radia Okapi w DR Konga. „Głos pokoju” powstał z inicjatywy Fondation Hirondelle, szwajcarskiej organizacji pozarządowej, która wspiera media w kryzysowych sytuacjach, z udziałem Misji Narodów Zjednoczonych w DR Konga (MONUC). Wykształciła w nim młodych dziennikarzy, którzy uczynili z Radia Okapi jednym z głównych mediów w kraju.
W 2006 wydalona z Kinszasy przez rząd Kabili między obiema turami wyborów prezydenckich, za niezależność.
Była ceniona jako reporterka i dziennikarka śledcza, m.in. za dokładność i finezję swoich analiz politycznych. Dzięki temu stała się doradcą wydawniczym redakcji.
Ghislaine Dupont została zamordowana 2 listopada 2013 w okolicach miasta Kidal, w północno-wschodnim Mali po tym, jak niezidentyfikowani napastnicy ją uprowadzili. Towarzyszył jej montażysta Claude Verlon, który również padł ich ofiarą.
Francuski wywiad ustalił tożsamość trzech z czterech porywaczy, którzy należą do Al-Ka’idy Islamskiego Maghrebu (AQIM). 6 listopada AQIM oficjalnie przyznała się do tej napaści.
Prezydent Republiki Mali Ibrahim Boubacar Keïta odznaczył ją pośmiertnie Narodową Odznaką Mali.